# آقالتين
آقالتين هي بلدة مركز مقاطعة أولوغنور في ولاية أنديجان في أوزبكستان.